# Alex Gibney
Philip Alexander "Alex" Gibney (23 de outubro de 1953) é um diretor e produtor norte-americano. Ele ganhou o Oscar de melhor documentário de longa-metragem para Taxi to the Dark Side.

## Filmografia (como realizador)
- The Ruling Classroom (1980)
- Manufacturing Miracles (1988)
- The Fifties (1997), mini-série de televisão
- AFI's 100 Years... 100 Movies: Love Crazy (1998)
- The Sexual Century: Sexual Explorers (1999)
- The Sexual Century: The Sexual Revolution (1999)
- Jimi Hendrix and the Blues (2001)
- Enron: The Smartest Guys in the Room (2005)
- 3 Doors Down: Away from the Sun, Live from Houston, Texas (2005)
- Behind Those Eyes (2005)
- Time Piece (segmento "Empire of the Pushcarts") (2006)
- The Human Behavior Experiments (2006)
- Taxi to the Dark Side (2007)
- Gonzo: The Life and Work of Dr. Hunter S. Thomps]] (2008)
- Casino Jack and the United States of Money  (2010)
- My Trip to Al Qaeda (2010)
- Freakonomics (segmenot Pure Corruption) (2010)
- Client 9: The Rise and Fall of Eliot Spitzer (2010)
- Magic Trip: Ken Kesey's Search for a Kool Place (2011)
- Catching Hell (2011)
- The Last Gladiators (2011)[2]
- Mea Maxima Culpa: Silence in the House of God (2012)
- Park Avenue: Money, Power and the American Dream (2012)
- We Steal Secrets: The Story of WikiLeaks (2013)
- The Armstrong Lie (2013)
- Finding Fela (2014)
- Ceasefire Massacre (2014) ESPN 30 for 30: Soccer Stories
- Fields of Fear (2014) ESPN 30 for 30 Short
- Mr. Dynamite: The Rise of James Brown (2014)
- Going Clear: Scientology and the Prison of Belief (2015)
- Steve Jobs: The Man in the Machine (2015)
- Sinatra: All or Nothing At All (2015)
- Zero Days (2016)
- The Agent (2016)
- Cooked (2016)